# أنا سيبيس
أنا سيبيس (بالألمانية: Anne Cibis) (و. 1985  م) هي منافسة ألعاب القوى، وعداءة سريعة ألمانية، ولدت في فورمس، شاركت في الألعاب الأولمبية الصيفية 2008، والألعاب الأولمبية الصيفية 2012.

## روابط خارجية
- أنا سيبيس على موقع الاتحاد الدولي لألعاب القوى (الإنجليزية)
- أنا سيبيس على موقع الاتحاد الأوروبي لألعاب القوى (الإنجليزية)
- أنا سيبيس على موقع اللجنة الأولمبية الدولية (الإنجليزية)
- أنا سيبيس على موقع أوليمبيديا (الإنجليزية)
- أنا سيبيس على موقع اللجنة الأولمبية الألمانية (الألمانية)